# 徐述虔
徐经（1788年—1856年），原名徐荣，后更名徐述虔，再改名徐经，字桓生，号拜庚，上海嘉定人。  徐经自幼究心汉学，诗文俱有法度，与钱师康、毛岳生、葛其仁、陈瑑、庄尔保、黄穆之合称“嘉定七生”，名闻遐迩。
嘉庆二十三年（1818），顺天乡试中式。次年，成进士，改翰林院庶吉士。散馆，授编修，充国史馆纂修。道光十四年（1834），奉命到南书房，赐笔札，令赋诗，得道光帝赏识，赏给库纱若干。此后，历任左春坊左赞善、山东济东泰武临道道员，又曾署理山东运河道道员、山东按察使、盐运使，一生功业主要在治河。
道光十九年（1839），署理运河道道员，随大学士王鼎督办中牟河工，建议复洸、泗二水故道。洸水本由济宁城北向西南流，至会通桥入运河；泗水本由济宁城东向南流，至观澜桥入运河。明代，流寇进逼济宁城，西北二门无险可守，遂筑坝于东门外杨家口，拦洸泗二水，使水流全部汇集在城之西北，以作为拒敌之屏障。然而，战争结束后并未及时拆除水坝，使洸、泗二水回归故道，甚至迁延至道光时代，造成运河河道时常堵塞，周边民田也时常被淹没。朝廷采纳了徐经的建议，百年积弊一扫而清，漕运畅通，民田亦免遭水患。
中牟的工程完成后，擢升为济东泰武临道道员。辖区内有赵公河，淤塞严重，常发水灾，徐经奉命疏浚，淘挖河道中积聚的泥沙，芟除河道中丛生的芦苇，从此水流畅行无阻，由徒骇河一路向大海奔去。为防后患，徐经与同仁共同订立了善后章程，约定五年一浚，两岸百姓获利良多。任济东泰武临道道员六年，期间代理按察使、盐运使，政绩考核被列为卓异，最后因办理盐务不合上司之意，罢官而归。

## 家族
长子徐邺，道光二十三年（1843）顺天乡试举人，任兵部武选司郎中。次子徐郙过继给兄弟徐岐，同治元年（1862）状元，官至礼部尚书兼协办大学士，孙徐致祥，咸丰十年进士。孙徐桢祥，二品荫生、直隶候补道。